# Tayloria solitaria
Tayloria solitaria är en bladmossart som beskrevs av T. Koponen och William Alfred Weber 1972. Tayloria solitaria ingår i släktet trumpetmossor, och familjen Splachnaceae. Inga underarter finns listade i Catalogue of Life.